# Instituto Federal Sul-rio-grandense
O Instituto Federal de Educação, Ciência e Tecnologia Sul-rio-grandense (IFSul) é uma instituição pública federal brasileira, vinculada ao Ministério da Educação, que compõe a Rede Federal de Educação Profissional, Científica e Tecnológica. É uma instituição multicampi, especializada na oferta de educação profissional e tecnológica nas diferentes modalidades de ensino, com base na conjugação de conhecimentos técnicos e tecnológicos às suas práticas pedagógicas.
O IFSul possui sua reitoria localizada em Pelotas e atualmente conta com 14 campi em atividade: Bagé, Camaquã, Charqueadas, Gravataí, Jaguarão, Lajeado, Novo Hamburgo, Passo Fundo, Pelotas, Pelotas-Visconde da Graça (CaVG), Santana do Livramento, Sapiranga, Sapucaia do Sul e Venâncio Aires.

## História
Em 7 de julho de 1917, data do aniversário de Pelotas, foi criada a Escola de Artes e Officios por iniciativa da diretoria da Biblioteca Pública Pelotense. A escola teve seu prédio construído através de doações da comunidade e o terreno foi doado pela intendência municipal, localizando-se na Praça Vinte de Setembro.
Em 8 de março de 1930 o município assume a Escola de Artes e Officios e institui a Escola Technico Profissional, que depois passa a denominar-se Instituto Profissional Técnico. O Instituto Profissional Técnico funcionou por uma década, sendo extinto em 25 de maio de 1940. O prédio foi demolido para a construção da Escola Técnica de Pelotas.
Em 1942, através do decreto-lei nº 4.127, de 25 de fevereiro, subscrito pelo presidente Getúlio Vargas e pelo ministro da educação Gustavo Capanema, foi criada a Escola Técnica de Pelotas, destinada apenas a homens. O engenheiro pelotense Luís Simões Lopes foi o responsável pela vinda da escola para o município, sendo que além da intercessão pessoal junto ao Ministério da Educação e ao presidente da república para a criação da escola, acompanhou toda a obra de construção do prédio, que foi inaugurado em 11 de outubro de 1943, com a presença do presidente Vargas. Luís Simões Lopes presidiu a sessão de abertura das aulas em 20 de fevereiro de 1945.
O primeiro curso técnico da ETP foi construção de máquinas e motores, do qual é originário o atual curso de mecânica industrial. Ele foi implantado em 1953 graças à mobilização dos alunos e ao apoio do influente político pelotense Ary Alcântara, paraninfo da primeira turma de formandos.
Em 1959, a ETP passa a ser autarquia federal e, em 1965, passa a ser denominada Escola Técnica Federal de Pelotas (ETFPEL).
Em 26 de fevereiro de 1996 foi colocada em funcionamento a primeira Unidade de Ensino Descentralizada em Sapucaia do Sul, abrindo novos horizontes para a formação profissional no Rio Grande do Sul.
Em 1999 ocorreu a transformação da ETFPEL em Centro Federal de Educação Tecnológica de Pelotas (CEFET-RS), o que possibilitou a oferta de cursos superiores e de pós-graduação, abrindo espaço para projetos de pesquisa e convênios, com foco nos avanços tecnológicos.
Em 2008 o presidente Luiz Inácio Lula da Silva assinou o projeto de lei 3775/2008, que transformou a rede CEFET em Instituto Federal de Educação, Ciência e Tecnologia.

## Campi
O IFSul possui diversos campi espalhados pelo Rio Grande do Sul. O maior deles é o Campus Pelotas, que surgiu a partir do CEFET-RS. Outro campus relevante é o Campus Pelotas Visconde da Graça, que é voltado para atividades rurais.
- Campus Bagé
- Campus Camaquã
- Campus Charqueadas
- Campus Gravataí
- Campus Jaguarão
- Campus Lajeado
- Campus Novo Hamburgo
- Campus Passo Fundo
- Campus Pelotas Visconde da Graça
- Reitoria
- Campus Santana do Livramento
- Campus Sapucaia do Sul
- Campus Venâncio Aires

### Campus Pelotas

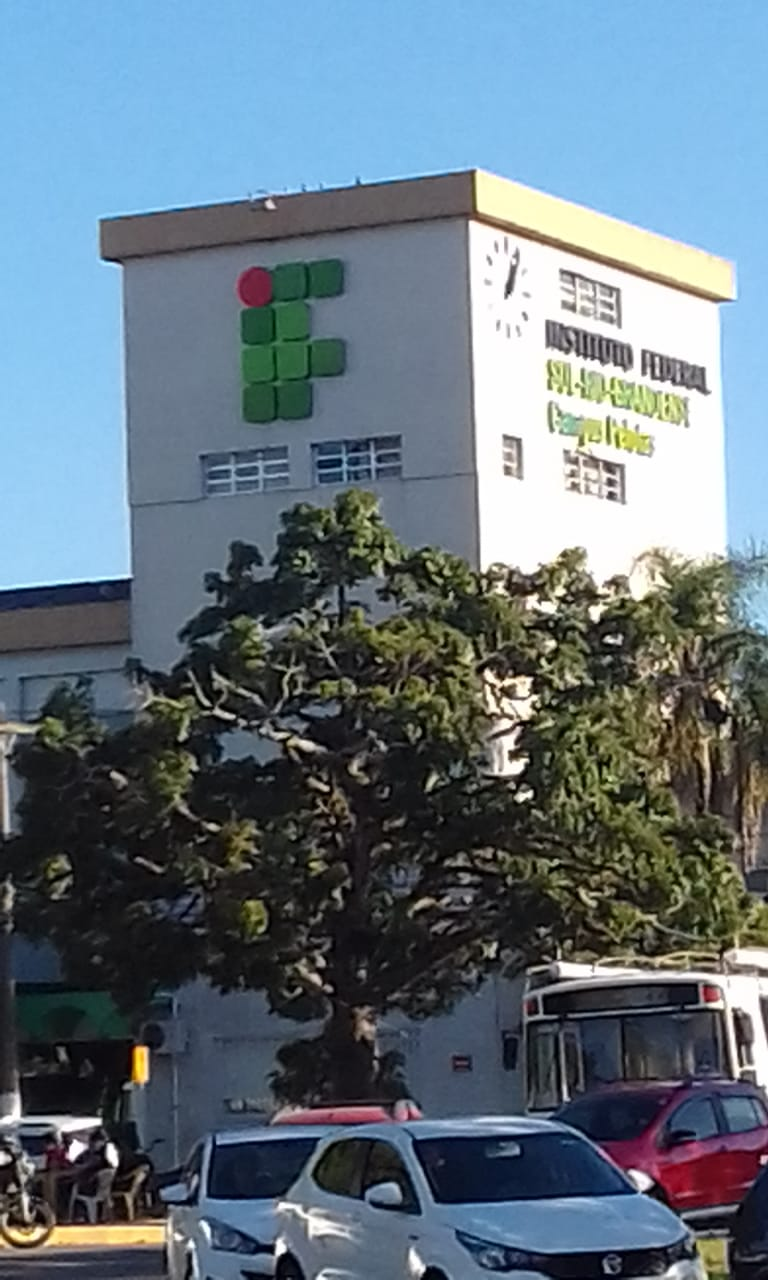
IFSul Campus Pelotas

O IFSul Campus Pelotas é o maior dos seis campus da instituição, com mais de 5 mil alunos. O atual IFSul foi inaugurado nos anos 1930 como Escola Technico-Profissional. Em 1942, o então presidente Getúlio Vargas reformula o sistema e a instituição passa a se chamar Escola Técnica de Pelotas (ETP), destinada apenas a homens. Ao longo do tempo, passou por Escola Técnica Federal de Pelotas (ETFPEL), Centro Federal de Educação Tecnológica (CEFET) e atualmente leva o nome Instituto Federal Sul-rio-grandense (IFSul).

#### Cursos
O Campus Pelotas do IFSul oferece no total 10 cursos técnicos, nas modalidades integrado, concomitante e subsequente:
- Técnico em comunicação visual
- Técnico em design de interiores
- Técnico em edificações
- Técnico em edificações/EJA
- Técnico em eletromecânica
- Técnico em eletrônica
- Técnico em eletrotécnica
- Técnico em mecânica
- Técnico em química
- Técnico em telecomunicações

### Campus Sapiranga
O IFSUL Campus Sapiranga é oriundo da fase III da expansão da Rede Federal de Educação Profissional, Científica e Tecnológica, anunciado oficialmente pela Presidente Dilma Rousseff, em 16 de agosto de 2011, em cerimônia no Palácio do Planalto.
A autorização de funcionamento do câmpus deu-se através da publicação no Diário Oficial da União (D.O.U) da Portaria do Ministério da Educação Nº 993 de 7 de outubro de 2013.
Desde agosto de 2014, o câmpus já funciona em seu prédio próprio, com infraestrutura atual de prédio multifuncional, prédio de sala de aulas e de laboratórios, e bloco oficinas, localizado na Av. Carlos Gilberto Weis, 155. Depois de modificações nos bairros da cidade, o IFSul - Câmpus Sapiranga passou a pertencer ao bairro Quatro Colônias.

### Campus Camaquã
O IFSUL Campus Camaquã é um dos vários campi do Instituto. Foi criado pós mudança de Centro Federal de Educação Tecnológica para Instituto Federal.

#### Cursos técnicos
- Alimentação Escolar  (Subsequente)[18]
- Automação Industrial (Integrado)
- Controle Ambiental (Integrado)
- Eletrotécnica  (Subsequente)
- Informática (Integrado)
- Infraestrutura Escolar (Subsequente)
- Manutenção e Suporte em Informática
- Multimeios Didáticos  (Subsequente)
- Secretaria Escolar (Subsequente)